# Wojciech Baran
Wojciech Henryk Baran (ur. 2 marca 1963 w Bytomiu) – polski farmaceuta, doktor habilitowany nauk farmaceutycznych, profesor na Śląskim Uniwersytecie Medycznym w Katowicach, specjalista od technologii ochrony środowiska oraz chemii analitycznej.

## Kariera naukowa
W 1987 roku na Wydziale Chemicznym Politechniki Śląskiej uzyskał tytuł magistra inżyniera chemii. W 1999 roku został zatrudniony na Śląskim Uniwersytecie Medycznym w Katowicach, gdzie w 2006 roku na jego Wydziale Nauk Farmaceutycznych uzyskał stopień doktora nauk farmaceutycznych na podstawie rozprawy pt. Fotokatalityczna degradacja sulfonamidów w roztworach wodnych, której promotorem był Władysław Wardas. W 2013 roku Wydział Farmaceutyczny Uniwersytetu Jagiellońskiego  nadał mu stopień doktora habilitowanego nauk farmaceutycznych na podstawie pracy pt. Badania nad kinetyką i mechanizmem procesów fotokatalitycznych oraz zastosowaniem tych procesów do degradacji sulfonamidów o właściwościach przeciwbakteryjnych.